# Malediven op de Olympische Zomerspelen 2024
De Malediven namen deel aan de Olympische Zomerspelen 2024 in Parijs.

## Aantal Deelnemers
Hieronder volgt een overzicht van de atleten die zich kwalificeerden voor de Olympische Zomerspelen van 2024.
| Sport       | Mannen | Vrouwen | Totaal |
| ----------- | ------ | ------- | ------ |
| Atletiek    | 1      | 0       | 1      |
| Badminton   | 0      | 1       | 1      |
| Tafeltennis | 0      | 1       | 1      |
| Zwemmen     | 1      | 1       | 2      |
| Totaal      | 2      | 3       | 5      |

## Deelnemers en resultaten

### Atletiek

#### Loopnummers
Mannen
| Atleet        | Onderdeel | Voorronde | Voorronde | Series         | Series         | Herkansingen | Herkansingen | Halve finale   | Halve finale   | Finale         | Finale         |
| Atleet        | Onderdeel | Tijd      | Rang      | Tijd           | Rang           | Tijd         | Rang         | Tijd           | Rang           | Tijd           | Rang           |
| ------------- | --------- | --------- | --------- | -------------- | -------------- | ------------ | ------------ | -------------- | -------------- | -------------- | -------------- |
| Ibadulla Adam | 100 m     | 10,55 PB  | 5         | Niet geplaatst | Niet geplaatst | n.v.t.       | n.v.t.       | Niet geplaatst | Niet geplaatst | Niet geplaatst | Niet geplaatst |

### Badminton
Vrouwen
| atleet                         | onderdeel | groepsfase           | groepsfase           | groepsfase           | groepsfase | eliminatie           | kwartfinale          | halve finale         | finale / BM          | finale / BM    |
| atleet                         | onderdeel | tegenstander uitslag | tegenstander uitslag | tegenstander uitslag | rang       | tegenstander uitslag | tegenstander uitslag | tegenstander uitslag | tegenstander uitslag | rang           |
| ------------------------------ | --------- | -------------------- | -------------------- | -------------------- | ---------- | -------------------- | -------------------- | -------------------- | -------------------- | -------------- |
| Fathimath Nabaaha Abdul Razzaq | enkelspel | Sindhu V 9-21, 6-21  | Kuuba V 7-21, 9-21   | n.v.t.               | 3          | niet geplaatst       | niet geplaatst       | niet geplaatst       | niet geplaatst       | niet geplaatst |

### Tafeltennis
Vrouwen
| atleet        | onderdeel | voorronde            | eerste ronde         | tweede ronde         | derde ronde          | kwartfinale          | halve finale         | finale / BM          | finale / BM    |
| atleet        | onderdeel | tegenstander uitslag | tegenstander uitslag | tegenstander uitslag | tegenstander uitslag | tegenstander uitslag | tegenstander uitslag | tegenstander uitslag | rang           |
| ------------- | --------- | -------------------- | -------------------- | -------------------- | -------------------- | -------------------- | -------------------- | -------------------- | -------------- |
| Fathimath Ali | enkelspel | Wegrzyn V 0 - 4      | niet geplaatst       | niet geplaatst       | niet geplaatst       | niet geplaatst       | niet geplaatst       | niet geplaatst       | niet geplaatst |

### Zwemmen
Mannen
| Atleet              | Onderdeel       | Series | Series | Halve finale   | Halve finale   | Finale         | Finale         |
| Atleet              | Onderdeel       | Tijd   | Rang   | Tijd           | Rang           | Tijd           | Rang           |
| ------------------- | --------------- | ------ | ------ | -------------- | -------------- | -------------- | -------------- |
| Mohamed Aan Hussain | 50 m vrije slag | 24,22  | 50     | Niet geplaatst | Niet geplaatst | Niet geplaatst | Niet geplaatst |

Vrouwen
| atlete             | onderdeel      | series | series | halve finale   | halve finale   | finale         | finale         |
| atlete             | onderdeel      | tijd   | rang   | tijd           | rang           | tijd           | rang           |
| ------------------ | -------------- | ------ | ------ | -------------- | -------------- | -------------- | -------------- |
| Aishath Ulya Shaig | 50 m vrij slag | 29,39  | 56     | niet geplaatst | niet geplaatst | niet geplaatst | niet geplaatst |